# Astragalus levieri
Astragalus levieri är en ärtväxtart som beskrevs av Josef Franz Freyn. Astragalus levieri ingår i släktet vedlar, och familjen ärtväxter. Inga underarter finns listade i Catalogue of Life.